# 1982年スペイン総選挙
1982年スペイン総選挙（1982ねんすぺいんそうせんきょ）は、スペインの国会を構成する議員を選出するため1982年10月28日に行なわれた選挙である。スペイン上院とスペイン下院）の両方で選挙が行われたが、本稿では下院の選挙結果についてのみ取り上げる。

## 概要
当時の与党、民主中道連合内部の不協和音が高まったことをきっかけに1983年3月の任期満了を待たず、1982年8月28日に国会が解散し、実施された総選挙で、当時の野党第一党であったフェリーペ・ゴンサーレス書記長率いる社会労働党が過半数を大幅に上回る議席数を獲得して政権の座を手にした。また、それまでの与党である民主中道連合が議席数を大幅に減らし、群小政党に転落したのに代わって、中道連合から議員を吸収した国民同盟が大躍進して野党第一党となった。そして、前回10％を超える得票を得たスペイン共産党は党内における路線対立が原因で支持を大幅に減らし中道連合と同様に惨敗した。

## 選挙結果
投票日：1982年10月28日
- 選挙権：18歳以上のスペイン国民
- 有権者数：26,846,940名
- 有効得票数：21,050,038票
- 投票率：79.97％
- 下院定数：350議席
- 選挙制度[1]：県単位（52県）の比例代表制（350議席）
  - 選挙区定数は人口比例で配分される。但し、アフリカ地域の2県（セウタ・メリリャ）は定数1の小選挙区制
  - 投票は政党あるいはその連合のリストを選択する。個人候補は認められない。
  - 各リストへの議席配分は、県単位のドント式で実施するが、得票率が3％未満のリストは議席配分の対象外となる。

| 党派                            | 得票数     | 得票率 （％） | 議席数 |
| ------------------------------- | ---------- | ------------- | ------ |
| 社会労働党（PSOE）              | 10,127,392 | 48.11         | 202    |
| 国民同盟-国民民主党（AP-PDP）   | 5,548,107  | 26.36         | 107    |
| 集中と統一（CiU）               | 772,726    | 3.67          | 12     |
| 民主中道連合（UCD）             | 1,425,093  | 6.77          | 11     |
| バスク民族主義党（EAJ-PNV）     | 395,656    | 1.88          | 8      |
| スペイン共産党（PCE）           | 846,515    | 4.02          | 4      |
| 民主社会中道党（CDS）           | 604,309    | 2.87          | 2      |
| エリ・バタスナ（HB）            | 210,601    | 1.00          | 2      |
| カタルーニャ共和主義左翼（ERC） | 138,118    | 0.66          | 1      |
| バスク左翼（EE）                | 100,326    | 0.48          | 1      |